# Pierre Hirschinger
Pierre Hirschinger, né le 29 mai 1905 à Paris 11e et mort le 7 août 1983 à Courbevoie, est un coureur cycliste français.

## Biographie
Pierre Hirschinger, d'origine alsacienne est né à Paris. Ciseleur à Vincennes, il vient assez tard au cyclisme. En 1927 à 22 ans, il entre à l'ES Vincennes, puis passe au C.V. Dionysien. Il gagne successivement: le Prix de la Pédale Charentonnaise, le Prix Donna, le Prix Amourette, le Grand Prix de la Ville de Lagny, le Prix Guitton, le Prix Léger, le Prix Costes-Vissuzaine. La première année, il gagne 11 interclubs. Dans le Tour de Paris, il est le premier des troisièmes catégories, premier du Prix Souchard (réservé aux dix premiers du Tour de Paris). Il gagne Paris-Chaumes, et fait trois fois second dans la même année.
En 1928, Il gagne le Challenge Paris-Banlieue, contre la montre, Paris-Orléans, Paris-Dieppe et Paris-Provins,, trois des plus grandes courses du calendrier routiers amateurs. Il court et gagne également des américaines avec Roger Peix.
En 1929, il enlève Paris-Epernay, puis le Grand Prix de la Sarthe,. Il est  accidenté dans Paris-Soissons. Il gagne le championnat de Paris sur route amateurs et indépendants devant André Aumerle et René Brossy,. Il gagne le Championnat de Paris; il est 1e du Circuit du Marthonnais ; Il gagne avec Maillard les 2 heures à l'américaine de Saint-Denis ; le Championnat de France des Sociétés, et arrive quatre fois dans les cinq premiers. Il passe professionnel fin 1929, entre chez Génial-Lucifer et court Paris-Le Havre,, Paris-Caen, Paris-Roubaix, Paris-Tours et le Grand Prix Wolber,. Il arrête la compétition en novembre 1930.

## Palmarès sur route
- 1928
  - Paris-Orléans
  - Paris-Dieppe
  - Paris-Provins
  - 2e de Paris-Le Mans[23]
  - 2e du Prix de Saint-Denis[24]
- 1929
  -  Champion de France des sociétés[note 1],[25]
  - Paris-Épernay
  - Grand Prix de la Sarthe
  - Champion de Paris sur route amateurs et indépendants